# Txernikovita
La txernikovita, o chernikovita, és un mineral de la classe dels fosfats, que pertany al grup de la metaautunita. Va rebre el seu nom l'any 1988 per Daniel Atencio en honor d'Andrei Andreevich Chernikov.

## Característiques
La txernikovita és un fosfat de fórmula química (H₃O)(UO₂)(PO₄)(H₂O)₃. És el més senzill fosfat d'uranil vàlid. Cristal·litza en el sistema tetragonal. Es troba com a cristalls en forma de plaques fines, allargades al llarg de [010]; com inclusions orientades en autunita i metaautunita. La seva duresa a l'escala de Mohs es troba entre 2 i 2,5.
Segons la classificació de Nickel-Strunz, la txernikovita pertany a «08.EB: Uranil fosfats i arsenats, amb ràtio UO₂:RO₄ = 1:1» juntament amb els següents minerals: autunita, heinrichita, kahlerita, novačekita-I, saleeïta, torbernita, uranocircita, uranospinita, xiangjiangita, zeunerita, metarauchita, rauchita, bassetita, lehnerita, metaautunita, metasaleeïta, metauranocircita, metauranospinita, metaheinrichita, metakahlerita, metakirchheimerita, metanovačekita, metatorbernita, metazeunerita, przhevalskita, meta-lodevita, abernathyita, meta-ankoleïta, natrouranospinita, trögerita, uramfita, uramarsita, threadgoldita, chistyakovaïta, arsenuranospatita, uranospatita, vochtenita, coconinoïta, ranunculita, triangulita, furongita i sabugalita.

## Formació i jaciments
Va ser descoberta l'any 1988 al dipòsit d'urani de Karakat, a les muntanyes de Karamazar, a Adrasman (Província de Sughd, Tadjikistan). Sol trobar-se associada a altres minerals com: autunita, metaautunita, uranofana, uranofana-β, fosfuranilita, torbernita, metatorbernita i haiweeïta.
La txernikovita també pot produir-se a través de la biomineralització derivada de l'activitat de l'enzim fosfatasa d'alguns bacteris. Diverses espècies del gènere Serratia formen biopel·lícules que promouen la precipitació d'aquest mineral i eliminen elements radioactius de l'ambient; fins al 85% de cobalt-60 i el 97% de cesi-137 per substitució protònica en aquest mineral. Aquest procés no presenta limitacions de saturació per a les cèl·lules, que poden acumular fins a diverses vegades el seu propi pes en forma de radionúclids precipitats, fet que esdevé una opció molt valuosa en tècniques de bioremediació de residus radioactius.